# Хахалги (аул)
Хахалги — аул в Ачхой-Мартановском районе Чеченской Республики.

## География
Аул расположен к юго-западу от аула Нашхой, на юге Ачхой-Мартановского района Чеченской Республики.

## История
Аул Хахалги был ликвидирован в 1944 году после выселения чеченцев. После реабилитации чеченцам было запрещено возвращаться в свои исконные районы: Галанчожский, Шатойский и Итум-Калинский.